# 瓦拉达阿戈迪纳
瓦拉达阿戈迪纳（義大利語：Vallada Agordina），是意大利威尼托大区贝卢诺省的一个市镇。总面积13.19平方公里，人口518人，人口密度39.3人/平方公里（2009年）。国家统计（ISTAT）代码为025062。

## 友好城市
- 巴西馬薩蘭杜巴 2011年